# حوزه انتخابیه ششم کارولینای جنوبی
حوزه انتخابیه ششم کارولینای جنوبی یک حوزه انتخابیه مجلس نمایندگان آمریکا است که در ایالت کارولینای جنوبی قرار دارد.